# اسلواک کواچ
اسلواک کواچ (به انگلیسی: Slovak Cuvac)، نام یکی از نژادهای سگ است که خاستگاه آن به چک و اسلواکی بازمی‌گردد. وزن جنس نر اسلواک کواچ ۳۶–۴۴ کیلوگرم (۷۹–۹۷ پوند) است و وزن جنس مادهٔ آن ۳۱–۳۷ کیلوگرم (۶۸–۸۲ پوند). قد جنس نر اسلواک کواچ ۶۲–۷۰ سانتیمتر (۲۴–۲۸ اینچ) است و قد جنس مادهٔ آن ۵۹–۶۵ سانتیمتر (۲۳–۲۶ اینچ).